# Fusterianisme

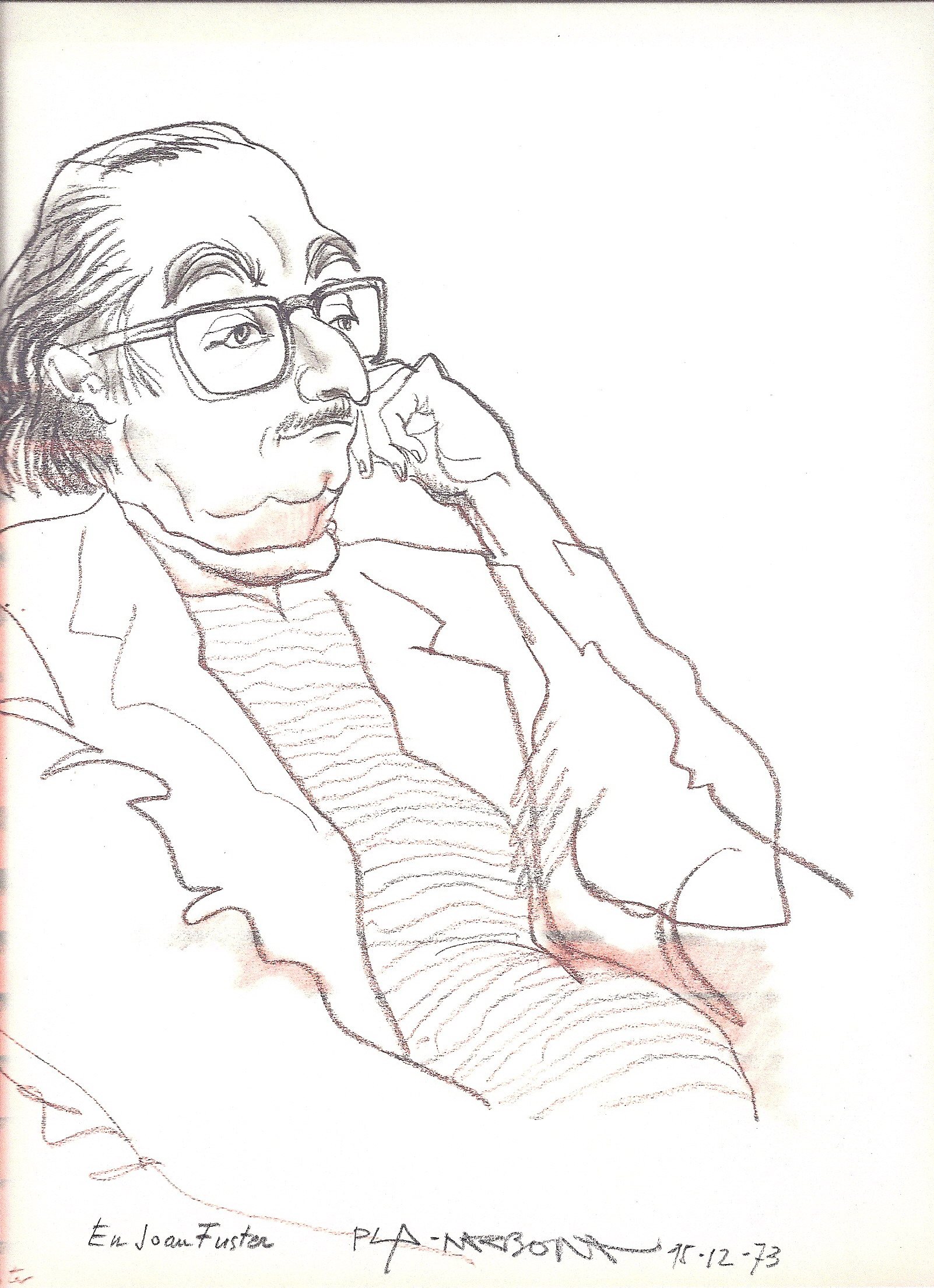
Joan Fuster i Ortells.

El fusterianisme és la ideologia política traçada per l'intel·lectual suecà Joan Fuster entre 1962 i 1982 com a doctrina política per al valencianisme durant els anys del franquisme i la transició democràtica espanyola, que considera el País Valencià com a part de la “nació catalana” integrat en el projecte polític dels Països Catalans.
A l'àmbit acadèmic, l'existència d'un paradigma nacional fusterià l'ha desenvolupat Manuel Alcaraz en diferents treballs publicats des de 1985, sent Cuestión nacional y autonomía valenciana el primer estudi on s'utilitza el concepte.

## Definició
L'historiador Toni Rico sintetitza el paradigma fusterià en quatre punts: la consideració del País Valencià com un subjecte polític diferenciat singularment de la nació espanyola amb què majoritàriament s'identifiquen els valencians; la defensa de la modernització de les estructures del País Valencià, en considerar que la societat valenciana es troba en un Estat endarrerit i poc europeu; la consideració del País Valencià com a part integrant de la cultura catalana per llengua i història; i el compromís amb la idea de Països Catalans, bé siga considerada com un subjecte estrictament cultural i lingüístic o com a possible nació política.
L'any 2000, Vicent Flor va definir el fusterianisme a partir de sis elements: el racionalisme, el catalanisme, la modernització, les posicions contràries al regionalisme i el provincianisme, la indefinició política i l'essencialisme, característica esta última compartida amb el blaverisme per a qui l'autor definia un paradigma paral·lel i completament oposat en els altres cinc punts. La mateixa classificació es mantindrà en els seus treballs de principis de la dècada de 2010. Cal notar que els primers elements —racionalisme, catalanisme, progressisme, superació de localismes i provincialismes i indefinició política i partidista— són els trets utilitzats per Manuel Alcaraz al seu treball de 1985.
Per a altres autors, com Toni Cucarella, el mateix terme de "fusterianisme" és usat pels contraris al projecte i reivindicació dels Països Catalans, projecte que es veuria així reduït a les idees d'una sola persona i, per tant, més fàcilment atacable.
Alguns autors han suggerit, sense massa èxit, diferenciar entre fusterians, admiradors de l'home de lletres, i fusteristes, seguidors d'una doctrina política.

## Context històric
Després de la victòria franquista a la Guerra Civil Espanyola, la inclusió de les dretes locals en l'entramat el règim provoca que durant la dictadura el discurs del regionalisme valencià tinguera certa continuïtat, si bé en quedar instrumentalitzat pel règim, el marc simbòlic, cultural i referencial del valencianisme regionalista esdevé un element reaccionari i enyoradís. Això implicarà que els joves valencianistes de la dècada de 1950 proposaren un valencianisme trencador amb l'espanyolisme i àdhuc el regionalisme amb què s'havien socialitzat durant la dictadura.
Joan Fuster entra en contacte amb els cercles literaris catalans i valencians mitjançant el Grup Torre, cercle literari que, tot i la seua importància en la represa de la literatura en valencià als anys 1940 i 50, tenia una posició testimonial en la societat valenciana del franquisme.
En 1954 Joan Fuster accedeix al nucli dur de la intel·lectualitat clandestina en llengua catalana, presentant la seua idea de Països Catalans als cercles catalanistes de Barcelona, amb molt bona acollida. Anteriorment, però, ja havia introduït el concepte en publicacions de l'exili català a Mèxic, especialment a un text anomenat València en la integració de Catalunya. En 1955 publica Antologia de la poesia valenciana a l'editorial selecta de Barcelona, sent un dels primers textos on utilitza l'expressió Països Catalans, escrit amb l'estàndard oriental del català.
És però el 1962 quan escriu Nosaltres els Valencians, un influent assaig l'aparició del qual va implicar una renovació tant en la historiografia com en el nacionalisme valencià. Aquest assaig juntament amb Qüestió de noms, (Edicions d'Aportació Catalana, 1962) i El País Valenciano (Ediciones Destino, 1962), és considerat com un "llibre bàsic per al coneixement de la història, la cultura i els problemes d'identitat del valencià". Jaume Pérez Montaner, estudiós de l'obra fusteriana, va afirmar que "la seva significació històrica ha estat tan remarcable que hom pot parlar des de la nostra perspectiva actual d'un abans i després d'aquesta obra en qualsevol referència a la cultura i a la consciència nacional del País Valencià", on s'afirma que els territoris de "parla catalana" del País Valencià tindrien com a únic "futur normal" la incorporació a una entitat "supraregional", els Països Catalans.

## Debat teòric
Entre el final del franquisme i 1977 ens trobem en el període de major debat al voltant del concepte de Països Catalans, si bé des de 1975 les forces polítiques valencianistes, com el PSPV, trencaran parcialment amb alguns dels plantejaments de Fuster, com la inclusió de les comarques castellanoparlants en un plantejament de la "valencianitat" que posarà més èmfasi en la realitat valenciana. Llibres com La via valenciana, d'Ernest Lluch, posaran en dubte la visió extremadament agrarista i poc industrialitzada del País Valencià que es desprèn de l'obra fusteriana. Això va implicar que un dels arguments a favor dels Països Catalans com a entitat política, el subdesenvolupament valencià i la necessitat dels Països Catalans com a projecte modernitzador de la societat, va quedar refutat, la qual cosa implicava que el País Valencià podia fer un nacionalisme propi sense la necessitat de dependre dels catalans. Als anys 1980 apareixeran noves esmenes al pensament fusterià que es van conèixer com a tercera via valenciana. A partir de la dècada de 2010, tant Vicent Flor a Noves glòries a Espanya com Ferran Archilés a Una singularitat amarga han desenvolupat novament la idea.

## Plasmació política
Durant el tardofranquisme, el fusterianisme esdevindrà un referent mobilitzador per a diversos col·lectius valencianoparlants, de classe mitjana i provinents de comarques valencianoparlants que no són la Ciutat de València, si bé estaran vinculats a esta ciutat professionalment o educativa, abundant els estudiants de la Universitat de València. La penetració entre els sectors universitaris farà que el fusteranisme tinguera una gran influència, tot i que decreixent amb el pas del temps, a l'àmbit acadèmic. A partir d'este moment, les diferents forces polítiques opositores al franquisme es voran influenciades pel fusterianisme, fet que també explicaria una percepció que el suport polític i social a algunes de les tesis fusterianes fóra major del que realment va tindre, sobretot tenint en compte la posterior aparició del blaverisme i la consideració com a catalanistes de tots els fusterians, foren ortodoxos (o entusiastes) o no. També el mallorquinisme es va vore influenciat pel fusteranisme, sent la primera influència immediata la publicació el 1967 del llibre de Josep Melià Els mallorquins, prologat pel mateix Joan Fuster.
Tanmateix, la indefinició política de la proposta fusteriana pel que fa al projecte polític dels Països Catalans, o fins i tot sobre l'encaix o no del País Valencià a l'Estat Espanyol, fa que amplis sectors socials es pogueren identificar a si mateixos com a fusterians durant els anys 1960 i principis dels anys 1970. Tanmateix, es produeix un distanciament amb el concepte quan el terme fusteranisme s'identifica de manera quasi exclusiva amb la cultura política del nacionalisme, tant del discurs del nacionalisme valencià que concebia el País Valencià com un subjecte polític amb llibertat per a federar-se amb els altres territoris de llengua catalana, com de l'independentisme pancatalanista que entenia els Països Catalans com un ens unitari.
A partir de 1980, Joan Fuster comença a identificar-se amb estos dos discursos, en un moment en què els nacionalismes quedaven exclosos de l'escenari polític de la transició política espanyola. Tanmateix, el mateix fracàs de les forces nacionalistes el portarà a veure amb bons ulls les reformes del primer govern socialista valencià.